# يوجيف بالينكاش
يوجيف بالينكاش (بالمجرية: Pálinkás József)‏ (مواليد 1 يناير 1912) هو لاعب كرة قدم. يلعب مع منتخب المجر لكرة القدم. سبق له أن لعب في كأس العالم لكرة القدم مع منتخب بلاده.

## روابط خارجية
- يوجيف بالينكاش على موقع الاتحاد الدولي (مؤرشف)  (الإنجليزية)
- يوجيف بالينكاش على موقع ناشيونال فوتبول تيمز (الإنجليزية)
- يوجيف بالينكاش على موقع Soccerway.com (الإنجليزية)
- يوجيف بالينكاش على موقع عالم كرة القدم.نت (الإنجليزية)